# Alexandra Maria Lara
Alexandra Maria Lara, pseudonimo di Alexandra Maria Plătăreanu (Bucarest, 12 novembre 1978), è un'attrice rumena naturalizzata tedesca.

## Biografia
Figlia unica dell'attore rumeno Valentin Plătăreanu e di sua moglie Doina, all'età di quattro anni la famiglia decise di lasciare la Romania, allora sotto il regime di Nicolae Ceaușescu, per spostarsi in Germania Ovest e da lì andare in Canada, ma infine si stabilirono a Friburgo in Brisgovia, nel Baden-Württemberg, e in seguito a Berlino. Dopo essersi diplomata al Französisches Gymnasium Berlin (Collège Français) nel 1997 andò a studiare da attrice al Theaterwerkstatt Charlottenburg (di cui il padre è cofondatore) fino al 2000.
Iniziò con dei ruoli in vari telefilm di tipo drammatico, che pian piano sviluppò sino a diventare un'attrice di rilievo. La sua interpretazione più famosa fu quella di Traudl Junge, la segretaria di Adolf Hitler nel film La caduta - Gli ultimi giorni di Hitler (nominato agli Oscar nel 2004). Da allora fu conosciuta in ambito internazionale. Francis Ford Coppola la chiamò nel 2007 a partecipare al suo film Un'altra giovinezza, tratto dall'omonimo romanzo dello storico delle religioni e scrittore romeno Mircea Eliade.
Nel 2008 venne ingaggiata per il film La polvere del tempo di Theo Angelopoulos con la partecipazione di Harvey Keitel e Bruno Ganz. Ebbe un cameo nel film Miracolo a Sant'Anna di Spike Lee, e ruoli da protagonista in The Reader - A voce alta di Stephen Daldry e Control di Anton Corbijn. Nel 2013 partecipò, tra i protagonisti, al film Rush di Ron Howard, dove recitò nella parte della moglie di Niki Lauda, la modella Marlene Knaus.

### Vita privata
Vive a Berlino con il marito Sam Riley, attore conosciuto sul set di Control e sposato nell'agosto 2009.

## Filmografia

### Cinema
- Ich begehre dich, regia di Peter Weck (1995)
- Das Vorsprechen, regia di Karsten Weißenfels - cortometraggio (1997)
- Südsee, eigene Insel, regia di Thomas Bahmann (1999)
- Fisimatenten, regia di Jochen Kuhn (2000)
- Crazy, regia di Hans-Christian Schmid (2000)
- Der Tunnel, regia di Roland Suso Richter (2001)
- Honolulu, regia collettiva (2001)
- 99euro-films, regia collettiva (2001) - (episodio "Privat")
- Leo und Claire, regia di Joseph Vilsmaier (2001)
- Was nicht passt, wird passend gemacht, regia di Peter Thorwarth (2002)
- Nackt, regia di Doris Dörrie (2002)
- Leise Krieger, regia di Alexander Dierbach - cortometraggio (2004)
- La caduta - Gli ultimi giorni di Hitler (Der Untergang), regia di Oliver Hirschbiegel (2004)
- Cowgirl, regia di Mark Schlichter (2004)
- Vom Suchen und Finden der Liebe, regia di Helmut Dietl (2005)
- Der Fischer und seine Frau, regia di Doris Dörrie (2005)
- Offset, regia di Didi Danquart (2006)
- Wo ist Fred?, regia di Anno Saul (2006)
- Control, regia di Anton Corbijn (2007)
- I Really Hate My Job, regia di Oliver Parker (2007)
- Un'altra giovinezza (Youth Without Youth), regia di Francis Ford Coppola (2007)
- Miracolo a Sant'Anna (Miracle at St. Anna), regia di Spike Lee (2008)
- La banda Baader Meinhof (Der Baader Meinhof Komplex), regia di Uli Edel (2008)
- The Reader - A voce alta (The Reader), regia di Stephen Daldry (2008)
- Hinter Kaifeck, regia di Esther Gronenborn (2009)
- Quella sera dorata (The City of Your Final Destination), regia di James Ivory (2009)
- L'affaire Farewell, regia di Christian Carion (2009)
- City of Life, regia di Ali F. Mostafa (2009)
- Quartier lointain, regia di Sam Garbarski (2010)
- A Small World - Ricordi lontani (Je n'ai rien oublié), regia di Bruno Chiche (2010)
- Rubbeldiekatz, regia di Detlev Buck (2011)
- Nachtlärm, regia di Christoph Schaub (2012)
- Imagine, regia di Andrzej Jakimowski (2012)
- Move On, regia di Asger Leth (2012)
- Rush, regia di Ron Howard (2013)
- Suite francese (Suite française), regia di Saul Dibb (2014)
- The Most Beautiful Day - Il giorno più bello (Der geilste Tag), regia di Florian David Fitz (2016)
- Robby & Toby - Missione spazio (Robbi, Tobbi und das Fliewatüüt), regia di Wolfgang Groos (2016)
- Vier gegen die Bank, regia di Wolfgang Petersen (2016)
- Nur Gott kann mich richten, regia di Özgür Yildirim (2017)
- Geostorm, regia di Dean Devlin (2017)
- Happy New Year, Colin Burstead, regia di Ben Wheatley (2018)
- 25 km/h, regia di Markus Goller (2018)
- Und der Zukunft zugewandt, regia di Bernd Böhlich (2018)
- Alfons Zitterbacke: Das Chaos ist zurück, regia di Mark Schlichter (2019)
- Il caso Collini (The Collini Case), regia di Marco Kreuzpaintner (2019)
- Circuito rovente (Børning 3), regia di Hallvard Bræin (2020)
- Töchter, regia di Nana Neul (2021)
- The King's Man - Le origini (The King's Man), regia di Matthew Vaughn (2021)
- Liebesdings, regia di Anika Decker (2022)
- Alfons Zitterbacke - Endlich Klassenfahrt!, regia di Mark Schlichter (2022)
- La verità secondo Maureen K. (La Syndicaliste), regia di Jean-Paul Salomé (2022)

### Televisione
- Stella Stellaris - miniserie TV (1994)
- Mensch, Pia! - serie TV, 10 episodi (1996)
- Faust - serie TV, episodio 4x02 (1997)
- Die Mädchenfalle - Der Tod kommt online, regia di Peter Ily Huemer - film TV (1998)
- Tatort - serie TV, episodio 1x387 (1998)

- Die Bubi Scholz Story, regia di Roland Suso Richter - film TV (1998)
- Polizeiruf 110 - serie TV, episodio 28x01 (1999)
- Sperling - serie TV, episodio 1x08 (1999)
- Vertrauen ist alles, regia di Berno Kürten - film TV (2000)
- Lady Cop (Die Kommissarin) - serie TV, episodio 3x13 (2000)
- Luftpiraten - 113 Passagiere in Todesangst, regia di Joe Coppoletta - film TV (2000)
- Liebe und Verrat, regia di Mark Schlichter - film TV (2002)
- Schleudertrauma, regia di Johannes Fabrick - film TV (2002)
- Napoléon - miniserie TV, episodi 1x02-1x03-1x04 (2002)
- Zivago (Doctor Zhivago) - miniserie TV, episodi 1x01-1x02 (2002)
- Trenck - Zwei Herzen gegen die Krone, regia di Gernot Roll - film TV (2003)
- Der Wunschbaum - miniserie TV, episodi 1x01-1x02-1x03 (2004)
- The Company - miniserie TV, episodi 1x01-1x03-1x04 (2007)
- You Are Wanted - serie TV, 12 episodi (2017-2018)
- 8 Zeugen - miniserie TV, 8 episodi (2021)
- All Those Things We Never Said (Toutes ces choses qu'on ne s'est pas dites) - serie TV, 9 episodi (2022)

## Doppiatrici italiane
- Claudia Catani in Un'altra giovinezza, Quella sera dorata, Geostorm
- Francesca Fiorentini in Napolèon, Rush
- Domitilla D'Amico in La caduta - Gli ultimi giorni di Hitler
- Stella Musy in You Are Wanted
- Valentina Mari in Control
- Tiziana Avarista in Miracolo a Sant'Anna
- Chiara Gioncardi in The King's Man - Le origini